# Мосарабская хроника 754 года
Мосара́бская хро́ника 754 года (сокращённо — Мосарабская хроника; исп. Crónica mozárabe de 754) — анонимная латиноязычная всемирная хроника, описывающая события, произошедшие в странах Средиземноморья в 610—754 годах. Получила название по единственно точно установленному факту из биографии её автора и дате составления. Ценный источник по истории Византии, Вестготского королевства и Арабского халифата VII—VIII веков.

## Описание

### Рукописи
«Мосарабская хроника» сохранилась в трёх рукописях. Наиболее старая из них составлена в IX веке. В настоящее время одна её часть находится в Эгертонской коллекции Британской библиотеки (MS BL — Egerton 1934) в Лондоне, другая часть — в библиотеке Королевской академии истории (MS Madrid, Biblioteca de la Real Academia de la Historia 81) в Мадриде. Два других кодекса датируются XIII и XIV веками и хранятся в библиотеках Мадрида и Парижа. Первое печатное издание текста хроники было осуществлено в 1615 году в Памплоне.

### Названия
Ни одна из дошедших до нашего времени рукописей «Мосарабской хроники» не содержит авторского названия произведения. В двух более поздних рукописях находятся записи, что хроника была написана Исидором, на основании чего её автором долгое время считали епископа Исидора Паценского (или Бежского). Под названием «Хроника Исидора Паценского» она была издана в составе España Sagrada и Patrologia Latina. Однако в результате дальнейших исследований рукописей было установлено, что записи об авторстве Исидора являются позднейшими интерполяциями, после чего мнение об Исидоре Паценском как составителе хроники стало считаться ошибочным. В качестве альтернативы было предложено название «Испанское продолжение» (варианты — «Испанское продолжение Исидора Севильского» и «Испанское продолжение 754 года»). Под этим название хроника была опубликована, в том числе, в составе Monumenta Germaniae Historica. Мнение об авторе хроники как о жителе Кордовы привело к появлению изданий этого исторического источника под названием «Хроника Кордовского Анонима». Современное название — «Мосарабская хроника 754 года» — окончательно закрепилось за этим сочинением после наиболее полного на сегодняшний день критического издания хроники, осуществлённого в 1980 году испанским историком Х. Э. Лопесом Перейрой.

### Авторство хроники
Текст хроники не позволяет однозначно определить, кто был её автором. Точно установлено только то, что он являлся мосарабом — христианином, проживавшим на завоёванных арабами землях Пиренейского полуострова. Сам о себе автор сообщает, что ранее составления хроники он написал ещё одно историческое сочинение, повествующее о гражданской войне в Аль-Андалусе в 742 году. Это произведение не сохранилось.
Некоторое время считалось, что автор хроники жил в Кордове. Однако дальнейшие исследования «Мосарабской хроники» показали, что её создатель наиболее подробно сообщает о событиях, связанных с христианской общиной Толедо. Также, вероятно, автор имел доступ к архивам местной архиепархии, из которых он почерпнул сведения о состоявшихся здесь многочисленных церковных соборах. В настоящее время большинство историков придерживаются мнения, что составитель этого исторического источника жил и работал в Толедо. На основании очень хорошего знания автором литургических вопросов предполагается, что он мог иметь духовный сан.

### Текст хроники
«Мосарабская хроника» написана на варварский латыни, что свидетельствует об общем упадке классической культуры (в том числе, письменной) в занятых арабами областях Пиренейского полуострова. В то же время, использование автором в своей работе многочисленных документов, большей частью не дошедших до нашего времени, делает хронику одним из наиболее ценных исторических источников по истории Вестготского королевства и Аль-Андалуса.
Хроника начинается с сообщения о провозглашении в 610 году императором Византии Ираклия I. Первые главы посвящены описанию персидско-византийской войны 602—628 годов. С 9-й главы автор начинает включать в своё сочинение сведения об арабских завоеваниях. В 15-й главе впервые упоминаются данные о истории Вестготского королевства: начав изложение происходивших здесь событий с восшествия на престол короля Сисебута, автор «Мосарабской хроники» выступил продолжателем «Истории готов» Исидора Севильского. В дальнейшем в хронике идёт параллельное изложение истории Византии, Арабского халифата и королевства вестготов. К концу сочинения основное место в хронике занимают описания событий на Пиренейском полуострове.
«Мосарабская хроника» содержит целый ряд уникальных свидетельств, отсутствующих в других исторических источниках. Среди таких сообщений, данные о строительной деятельности вестготских королей, о проведении Восемнадцатого Толедского собора и сведения о некоторых аспектах внутриполитической ситуации в Вестготском государстве накануне арабского завоевания. «Мосарабская хроника» в более благоприятном свете, чем позднейшие испано-христианские источники (например, «Хроника Альфонсо III»), описывает правление последних королей вестготов, проявляя особую симпатию к королю Витице. Хроника является важным источником по истории первых десятилетий власти арабов на Пиренейском полуострове. В ней подробно излагаются сведения о деятельности вали Аль-Андалуса, в том числе, об их политике в отношении христианского населения подвластных им территорий. «Мосарабская хроника» содержит наиболее полное из всех раннесредневековых испано-христианских источников описание завоевательных походов мавров против Франкского государства (включая битву при Пуатье), и борьбы за влияние в завоёванных землях между арабами и берберами.

### Издания
На русском языке:
- Циркин Ю. Б. Испанское продолжение // Античные и раннесредневековые источники по истории Испании. — СПб.: Филологический факультет СПбГУ; Изд-во С.-Петерб. ун-та, 2006. — С. 133—137. — 1000 экз. — ISBN 5-8465-0516-3, ISBN 5-288-04094-X. (представлены фрагменты, относящиеся к истории Королевства вестготов)
- Мозарабская хроника 754 г. Восточная литература. Дата обращения: 15 апреля 2012.